# Sanció econòmica
Una sanció econòmica és una penalització comercial i financera aplicada per un o més països contra un estat, grup o persona. Les sancions econòmiques poden incloure diverses formes de barreres comercials, aranzels i restriccions a les transaccions financeres. Un embargament és similar, però en general implica una sanció més severa. Les sancions econòmiques no s'imposen necessàriament a causa de les circumstàncies econòmiques; també poden ser imposades per una varietat d'afers polítics, militars i socials. Poden utilitzar-se per assolir objectius nacionals i internacionals.
Un embargament, en aquesta accepció, és la prohibició parcial o completa del comerç i les transaccions amb un país en particular o un grup de països. L'embargament és una severa mesura diplomàtica imposada en un esforç, pel país imponent, per obtenir un determinat resultat d'interès nacional del país a què s'imposen. Els embargaments són generalment considerats barreres legals al comerç, que no han de confondre's amb els bloquejos, que sovint es consideren actes de guerra.
Els embargaments poden significar: limitar o prohibir l'exportació o la importació, crear quotes de quantitat, imposar peatges especials, impostos, prohibir el noli o els vehicles de transport, congelar o confiscar nolis, actius, comptes bancaris, limitar el transport de determinades tecnologies o productes (alta tecnologia), per exemple, el CoCom durant la guerra freda.
En resposta als embargaments, sovint es desenvolupa una economia independent o autarquia. L'eficàcia dels embargaments, doncs, és proporcional a l'abast i el grau de participació internacional de l'economia d'aquest país.

## Fonament polític
Les sancions econòmiques són utilitzades com una eina de política exterior per molts governs. Solen ser imposades per un país més gran a un país més petit per una de dues raons: o bé aquest últim és una amenaça per a la seguretat de la primera nació o bé aquest país tracta injustament els seus ciutadans. Poden utilitzar-se com a mesura coercitiva per assolir determinats objectius de política relacionats amb el comerç o violacions humanitàries. Les sancions econòmiques s'utilitzen com a arma alternativa en lloc de la guerra per assolir els resultats desitjats.
Alguns analistes de política creuen que imposar restriccions comercials només serveix per danyar la població comuna.

### Efectivitat
Segons dades de Hufbauer et al., el canvi de règim és l'objectiu més freqüent de la política exterior de les sancions econòmiques, representant una mica més del 39% dels casos d'imposició de les mateixes.
Els investigadors debaten l'eficàcia de les sancions econòmiques pel que fa a la capacitat per aconseguir el seu objectiu declarat. Hufbauer et al. van afirmar que en els estudis el 34% dels casos van tenir èxit. Quan Robert A. Pape va examinar el seu estudi, va afirmar que només cinc dels quaranta anomenats "èxits" es van mantenir, baixant la taxa d'èxit de les sancions econòmiques al 4%. L'èxit de les sancions com a manera de mesurar-ne l'eficàcia també ha estat objecte d'un ampli debat entre els estudiosos de les sancions econòmiques. L'èxit d'una única resolució de sancions no condueix automàticament a l'eficàcia, tret que s'identifiqui clarament i s'assoleixi l'objectiu declarat del règim de sancions.
La imposició de sancions a un oponent també afecta en certa manera l'economia del país imponent. Si es promulguen restriccions a la importació, els consumidors al país imponent poden tenir opcions restringides de béns. Si s'imposen restriccions a l'exportació o les sancions prohibeixen a les empreses del país imponent comerciar amb el país objectiu, el país imponent pot perdre mercats i oportunitats d'inversió a favor de països competidors.
Jeremy Greenstock suggereix que la raó per la qual les sancions són populars no és que siguin efectives, sinó "que no hi ha res més entre les paraules i l'acció militar si es vol pressionar un govern".